# AzTV
AzTV sau Televiziunea Azerbaidjan (în azeră Azərbaycan Televiziyası) este un canal național de televiziune din Azerbaidjan. Este cel mai vechi canal de televiziune din Azerbaidjan, care a difuzat pentru prima dată de la Baku la 14 februarie 1956 în ceea ce era atunci Republica Sovietică Socialistă Azerbaidjană, Uniunea Sovietică.

## Istoric
Canalul își începe difuzarea zilnică prin difuzarea imnului național al Azerbaidjanului. Programarea pe AzTV constă în principal din știri, talk-show-uri, documentare, emisiuni muzicale și filme.

## Tehnologie
Primele lor emisiuni (inclusiv videoclipuri muzicale) care au fost înregistrate în 1956 sunt stocate pe film. În 1965, studioul a trecut la utilizarea înregistrării pe casetă video, deoarece a devenit accesibilă și calitatea emisiunilor produse (inclusiv videoclipuri muzicale) a crescut. AzTV menține o arhivă uriașă a tuturor programelor TV salvate care au fost înregistrate din 1956 până în prezent. Toate emisiunile lor sunt păstrate pe diferite formate de film și casete video.

## Zonă de difuzare
În martie 2014, 99,96% din populația Azerbaidjanului poate primi AzTV prin transmisie terestră, prin cablu sau prin satelit, oferindu-i cea mai mare zonă de acoperire a oricărui canal de televiziune.
Pe lângă difuzarea pe plan intern, AzTV difuzează internațional pe internet și prin satelit gratuit în Europa, America de Nord și părți din Africa de Nord, Orientul Mijlociu și Asia Centrală.